# 佐藤瑶大
佐藤 瑶大（さとう ようた、1998年9月10日 - ）は、東京都国立市出身のプロサッカー選手。Jリーグ・名古屋グランパス所属。ポジションはディフェンダー（DF）。

## 略歴
駒澤大学高等学校では2年次と3年次に全国高等学校サッカー選手権大会に出場。2大会連続で大会優秀選手に選ばれている。2017年4月には日本高校選抜のメンバーとしてデュッセルドルフ国際ユース大会に参加した。
高校卒業後、明治大学に進学。同期は佐藤自身も含め後に12名がプロ入りした。明治大学では2018年の総理大臣杯制覇を皮切りに、2019年は総理大臣杯・関東リーグ1部・インカレの3冠、2020年は関東リーグ1部連覇を達成している。2020年4月10日、2021シーズンからのガンバ大阪加入内定、およびJFA・Jリーグ特別指定選手承認が発表された。
2021年より明治大学からガンバ大阪に入団した。4月18日、第10節の清水エスパルス戦でプロ入り初出場を果たした 。この年は、同ポジションで代表経験のある昌子源や三浦弦太、韓国代表のキム・ヨングォンなどとポジション争いをしながら、リーグ戦8試合、公式戦計14試合に出場した。
2022年4月13日、ルヴァンカップ予選リーグ第4節の大分トリニータ戦でプロ入り初得点を決めた。7月7日、ベガルタ仙台へ育成型期限付き移籍することが発表された。
2023年、ガンバ大阪へ復帰。
2024年より浦和レッズへ完全移籍。
2025年より名古屋グランパスへ完全移籍。3月2日、第4節のFC町田ゼルビア戦で移籍後初得点となるJリーグ初得点を記録。

## 所属クラブ
- 羽衣サッカークラブ
- 立川エルフFC
- FC多摩ジュニアユース
- 駒澤大学高等学校
- 明治大学
  - 2020年  ガンバ大阪（特別指定選手）
- 2021年 - 2023年  ガンバ大阪
- 2022年7月 - 同年12月  ベガルタ仙台（育成型期限付き移籍)
- 2024年  浦和レッズ
- 2025年 -  名古屋グランパス

## 個人成績
| 国内大会個人成績 | 国内大会個人成績 | 国内大会個人成績 | 国内大会個人成績 | 国内大会個人成績 | 国内大会個人成績 | 国内大会個人成績 | 国内大会個人成績 | 国内大会個人成績 | 国内大会個人成績 | 国内大会個人成績 | 国内大会個人成績 |
| 年度             | クラブ           | 背番号           | リーグ           | リーグ戦         | リーグ戦         | リーグ杯         | リーグ杯         | オープン杯       | オープン杯       | 期間通算         | 期間通算         |
| 年度             | クラブ           | 背番号           | リーグ           | 出場             | 得点             | 出場             | 得点             | 出場             | 得点             | 出場             | 得点             |
| 日本             | 日本             | 日本             | 日本             | リーグ戦         | リーグ戦         | リーグ杯         | リーグ杯         | 天皇杯           | 天皇杯           | 期間通算         | 期間通算         |
| ---------------- | ---------------- | ---------------- | ---------------- | ---------------- | ---------------- | ---------------- | ---------------- | ---------------- | ---------------- | ---------------- | ---------------- |
| 2019             | 明治大           | 3                | -                | -                | -                | -                | -                | 1                | 0                | 1                | 0                |
| 2021             | G大阪            | 16               | J1               | 8                | 0                | 0                | 0                | 4                | 0                | 12               | 0                |
| 2022             | G大阪            | 16               | J1               | 2                | 0                | 4                | 1                | 2                | 0                | 8                | 1                |
| 2022             | 仙台             | 47               | J2               | 15               | 0                | -                | -                | -                | -                | 15               | 0                |
| 2023             | G大阪            | 16               | J1               | 12               | 0                | 3                | 0                | 1                | 0                | 16               | 0                |
| 2024             | 浦和             | 20               | J1               | 19               | 0                | 2                | 0                | -                | -                | 21               | 0                |
| 2025             | 名古屋           | 3                | J1               |                  |                  | 2                | 0                |                  |                  |                  |                  |
| 通算             | 日本             | 日本             | J1               | 41               | 0                | 11               | 1                | 7                | 0                | 57               | 1                |
| 通算             | 日本             | 日本             | J2               | 15               | 0                | -                | -                | -                | -                | 15               | 0                |
| 通算             | 日本             | 日本             | 他               | -                | -                | -                | -                | 1                | 0                | 1                | 0                |
| 総通算           | 総通算           | 総通算           | 総通算           | 56               | 0                | 11               | 1                | 8                | 0                | 73               | 1                |

| 国際大会個人成績 | 国際大会個人成績 | 国際大会個人成績 | 国際大会個人成績 | 国際大会個人成績 |
| 年度             | クラブ           | 背番号           | 出場             | 得点             |
| AFC              | AFC              | AFC              | ACL              | ACL              |
| ---------------- | ---------------- | ---------------- | ---------------- | ---------------- |
| 2021             | G大阪            | 16               | 2                | 0                |
| 通算             | AFC              | AFC              | 2                | 0                |

- 2020年は特別指定選手（公式戦出場無し）
- Jリーグ初出場 - 2020年4月18日 J1第10節 vs清水エスパルス（パナソニックスタジアム吹田）
- 公式戦初得点 - 2022年4月13日 ルヴァンカップGS第4節 vs大分トリニータ（パナソニックスタジアム吹田）
- Jリーグ初得点 - 2025年3月2日 J1第4節 vsFC町田ゼルビア（豊田スタジアム）

## タイトル

### クラブ
明治大学
- 総理大臣杯全日本大学サッカートーナメント：2回（2018年、2019年）
- 関東大学サッカーリーグ戦1部：2回（2019年、2020年）
- 全日本大学サッカー選手権大会：1回（2019年）
- アミノバイタルカップ：1回（2019年）
- 東京都サッカートーナメント：1回（2019年）

### 個人
- 関東大学サッカーリーグ戦・ベストイレブン（2020年）
- 関東大学サッカーリーグ戦・MVP（2020年）

## 代表歴
- 2017年 日本高校選抜
- 2020年 全日本大学選抜チーム